# Morgan Stanley Smith Barney

Logo von Morgan Stanley Smith Barney

Morgan Stanley Smith Barney ist ein Joint Venture von Morgan Stanley und der Citigroup und in der Vermögensverwaltung tätig.
Im Januar 2009 wurde der Geschäftsbereich Global Wealth Management von Morgan Stanley mit Smith Barney, einem Tochterunternehmen der Citigroup, zusammengefasst. Morgan Stanley hält an diesem Joint Venture 51 %, die Citigroup den Rest. Smith Barney war bis dahin im Bereich Citigroup Global Capital Markets angesiedelt. Ursprünglich lief das gesamte Investmentbankinggeschäft der Citigroup unter dem Namen Salomon Smith Barney, bevor dieses in Citigroup Global Capital Markets umbenannt wurde.
Smith Barney wurde von Charles Barney und Edward B. Smith im 19. Jahrhundert in Philadelphia gegründet. Die Bank wurde stufenweise von Primerica und dann Traveler’s Corp. (die 1998 mit Citigroup fusionierte) übernommen. 1997 entstand Salomon Smith Barney aus der Zusammenlegung des Brokerhauses Smith Barney mit der Investmentbank Salomon Inc; im Jahr 2000 wurde das Investmentbankinggeschäft von Schroders erworben, bis 2003 lief das europäische Investmentbankinggeschäft unter dem Namen Schroder Salomon Smith Barney.